# Satellite Awards 1999

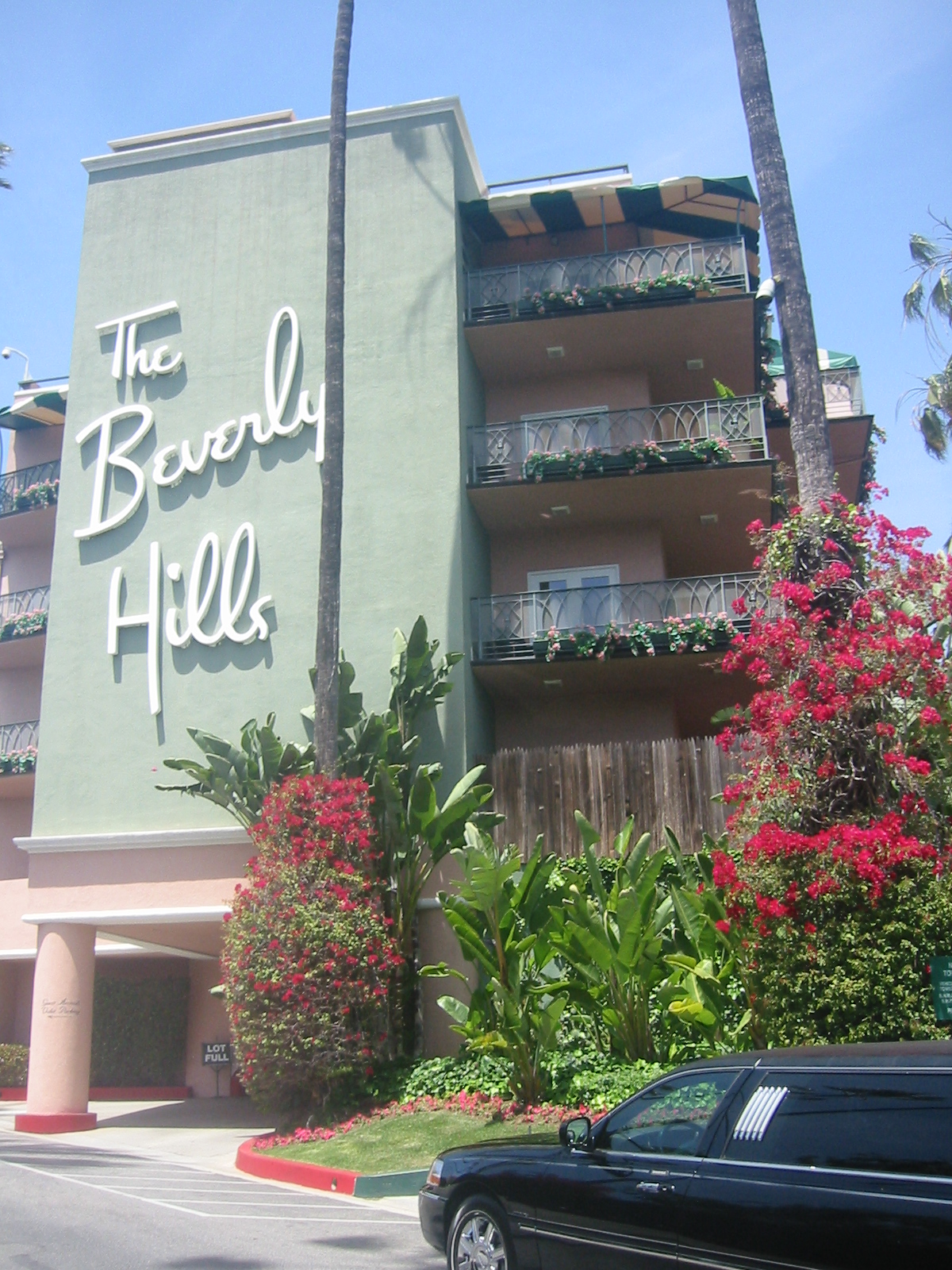
Beverly Hills Hotel

 Die 4. Verleihung der US-amerikanischen Satellite Awards, welche die International Press Academy (IPA) jedes Jahr in verschiedenen Film- und Medienkategorien vergibt, fand am Sonntag, den 16. Januar 2000, im Beverly Hills Hotel in Beverly Hills statt. Präsentiert wurden die 4. Satellite Awards, bei denen Filme und Serien des Jahres 1999 geehrt wurden, durch Lysette Anthony, Lolita Davidovich und Christopher Lee.

## Gewinner und Nominierte im Bereich Film
| Film                            | N | A |
| ------------------------------- | - | - |
| Sleepy Hollow                   | 8 | 5 |
| American Beauty                 | 7 | 0 |
| Insider                         | 6 | 2 |
| Titus                           | 6 | 1 |
| Ein perfekter Ehemann           | 6 | 0 |
| Der talentierte Mr. Ripley      | 6 | 0 |
| Magnolia                        | 5 | 0 |
| Schnee, der auf Zedern fällt    | 5 | 0 |
| Being John Malkovich            | 4 | 2 |
| Boys Don’t Cry                  | 4 | 2 |
| The Sixth Sense                 | 4 | 2 |
| Gottes Werk und Teufels Beitrag | 4 | 1 |
| Der Kaiser und sein Attentäter  | 4 | 0 |
| Buena Vista Social Club         | 3 | 1 |
| Alles über meine Mutter         | 3 | 0 |
| Anna und der König              | 3 | 0 |
| Eyes Wide Shut                  | 3 | 0 |
| Notting Hill                    | 3 | 0 |

### Bester Film (Drama)
Insider 
- American Beauty
- Boys Don’t Cry
- Magnolia
- Schnee, der auf Zedern fällt
- Der talentierte Mr. Ripley

### Bester Film (Komödie/Musical)
Being John Malkovich 
- Bowfingers große Nummer
- Ich liebe Dick
- Election
- Ein perfekter Ehemann
- Notting Hill

### Bester Hauptdarsteller (Drama)
Terence Stamp – The Limey 
Russell Crowe – Insider
Richard Farnsworth – Eine wahre Geschichte – The Straight Story
Al Pacino – Insider
Kevin Spacey – American Beauty
Denzel Washington – Hurricane

### Beste Hauptdarstellerin (Drama)
Hilary Swank – Boys Don’t Cry 
Annette Bening – American Beauty
Elaine Cassidy – Felicia, mein Engel
Nicole Kidman – Eyes Wide Shut
Youki Kudoh – Schnee, der auf Zedern fällt
Sigourney Weaver – Unschuldig verfolgt

### Bester Hauptdarsteller (Komödie/Musical)
Philip Seymour Hoffman – Makellos 
Jim Carrey – Der Mondmann
Johnny Depp – Sleepy Hollow
Rupert Everett – Ein perfekter Ehemann
Sean Penn – Sweet and Lowdown
Steve Zahn – Happy, Texas

### Beste Hauptdarstellerin (Komödie/Musical)
Janet McTeer – Tumbleweeds 
Julianne Moore – Ein perfekter Ehemann
Frances O’Connor – Mansfield Park
Julia Roberts – Notting Hill
Cecilia Roth – Alles über meine Mutter
Reese Witherspoon – Election

### Bester Nebendarsteller (Drama)
Harry J. Lennix – Titus 
Michael Caine – Gottes Werk und Teufels Beitrag
Tom Cruise – Magnolia
Doug Hutchison – The Green Mile
Jude Law – Der talentierte Mr. Ripley
Christopher Plummer – Insider

### Beste Nebendarstellerin (Drama)
Chloë Sevigny – Boys Don’t Cry 
Erykah Badu – Gottes Werk und Teufels Beitrag
Toni Collette – The Sixth Sense
Jessica Lange – Titus
Sissy Spacek – Eine wahre Geschichte – The Straight Story
Charlize Theron – Gottes Werk und Teufels Beitrag

### Bester Nebendarsteller (Komödie/Musical)
William H. Macy – Happy, Texas 
Dan Hedaya – Ich liebe Dick
Rhys Ifans – Notting Hill
Bill Murray – Das schwankende Schiff
Ving Rhames – Bringing Out the Dead – Nächte der Erinnerung
Alan Rickman – Dogma

### Beste Nebendarstellerin (Komödie/Musical)
Catherine Keener – Being John Malkovich 
Cate Blanchett – Ein perfekter Ehemann
Cameron Diaz – Being John Malkovich
Samantha Morton – Sweet and Lowdown
Antonia San Juan – Alles über meine Mutter
Tori Spelling – Trick

### Bester Dokumentarfilm
Buena Vista Social Club 
- 42: Forty Two Up
- American Movie
- Mr. Death: The Rise and Fall of Fred A. Leuchter, Jr.
- Return with Honor
- Die Beat Generation – Wie alles anfing

### Bester fremdsprachiger Film
Alles über meine Mutter (Todo sobre mi madre), Spanien/Frankreich 

 Three Seasons (Ba mua), USA/Vietnam
- Der Kaiser und sein Attentäter (Jing ke ci qin wang), China
- Der König der Masken (Bian Lian), China
- Die rote Violine (Le violon rouge), Kanada
- Lola rennt, Deutschland

### Bester Film (Animationsfilm oder Real-/Animationsfilm)
Toy Story 2 
- Der Gigant aus dem All
- Prinzessin Mononoke
- South Park: Der Film – größer, länger, ungeschnitten
- Stuart Little
- Tarzan

### Beste Regie
Michael Mann – Insider 
Paul Thomas Anderson – Magnolia
Scott Hicks – Schnee, der auf Zedern fällt
Sam Mendes – American Beauty
Anthony Minghella – Der talentierte Mr. Ripley
Kimberly Pierce – Boys Don’t Cry

### Bestes adaptiertes Drehbuch
Gottes Werk und Teufels Beitrag – John Irving 
- Felicia, mein Engel – Atom Egoyan
- Unschuldig verfolgt – Peter Hedges und Polly Platt
- Onegin – Eine Liebe in St. Petersburg – Peter Ettedgui und Michael Ignatieff
- Der talentierte Mr. Ripley – Anthony Minghella
- Titus – Julie Taymor

### Bestes Originaldrehbuch
The Sixth Sense – M. Night Shyamalan
- American Beauty – Alan Ball
- Being John Malkovich – Charlie Kaufman
- Magnolia – Paul Thomas Anderson
- Three Kings – Es ist schön König zu sein – David O. Russell und John Ridley
- A Walk on the Moon – Pamela Gray

### Beste Filmmusik
Sleepy Hollow – Danny Elfman
- Die Legende vom Ozeanpianisten – Ennio Morricone
- Ravenous – Friss oder stirb – Damon Albarn und Michael Nyman
- Die rote Violine – John Corigliano
- Schnee, der auf Zedern fällt – James Newton Howard
- Die Thomas Crown Affäre – Bill Conti

### Bester Filmsong
When She Loved Me von Randy Newman – Toy Story 2 
- Get Lost – An deiner Seite
- Mountain Town – South Park: Der Film – größer, länger, ungeschnitten
- Save Me – Magnolia
- Still – Dogma
- The World Is Not Enough – James Bond 007 – Die Welt ist nicht genug

### Beste Kamera
Sleepy Hollow – Emmanuel Lubezki
- American Beauty
- Anna und der König
- Eyes Wide Shut
- Schnee, der auf Zedern fällt
- Der talentierte Mr. Ripley

### Beste Visuelle Effekte
Stuart Little – Jerome Chen, John Dykstra, Henry F. Anderson III und Eric Allard
- Matrix
- Die Mumie
- Sleepy Hollow
- Star Wars: Episode I – Die dunkle Bedrohung
- Titus

### Bester Filmschnitt
The Sixth Sense – Andrew Mondshein
- American Beauty
- Buena Vista Social Club
- Insider
- Sleepy Hollow
- Der talentierte Mr. Ripley

### Bester Tonschnitt
Sleepy Hollow 
- Buena Vista Social Club
- Eyes Wide Shut
- Der Kaiser und sein Attentäter
- The Sixth Sense
- Star Wars: Episode I – Die dunkle Bedrohung

### Bestes Szenenbild
Sleepy Hollow – Ken Court, John Dexter, Rick Heinrichs, Andy Nicholson und Leslie Tomkins
- Anna und der König
- Ein perfekter Ehemann
- Der Kaiser und sein Attentäter
- The Legend of 1900 (La leggenda del pianista sull'oceano)
- Titus

### Bestes Kostümdesign
Sleepy Hollow – Colleen Atwood
- Anna und der König
- Der Kaiser und sein Attentäter
- Ein perfekter Ehemann
- Die rote Violine
- Titus

## Gewinner und Nominierte im Bereich Fernsehen
| Serie                  | N | A |
| ---------------------- | - | - |
| Practice – Die Anwälte | 4 | 1 |
| Die Sopranos           | 4 | 0 |
| Action                 | 3 | 3 |
| Strange Justice        | 3 | 1 |
| Dharma & Greg          | 3 | 0 |
| Frasier                | 3 | 0 |
| Rising Star            | 3 | 0 |

### Beste Fernsehserie (Drama)
The West Wing – Im Zentrum der Macht 
- Law & Order
- Oz – Hölle hinter Gittern
- Practice – Die Anwälte
- Die Sopranos

### Beste Fernsehserie (Komödie/Musical)
Action 
- Becker
- Dharma & Greg
- Frasier
- Sex and the City

### Beste Miniserie
Hornblower: The Even Chance 
- Bonanno: A Godfather’s Story
- Jeanne d’Arc – Die Frau des Jahrtausends
- P.T. Barnum
- Showdown auf dem Weg zur Hölle

### Bester Fernsehfilm
Strange Justice 
- Citizen Kane – Die Hollywood-Legende
- Ein filmreifer Mord
- A Lesson Before Dying
- Rising Star

### Bester Darsteller in einer Serie (Drama)
Martin Sheen – The West Wing – Im Zentrum der Macht 
James Gandolfini – Die Sopranos
Dylan McDermott – Practice – Die Anwälte
Eamonn Walker – Oz – Hölle hinter Gittern
Sam Waterston – Law & Order

### Beste Darstellerin in einer Serie (Drama)
Camryn Manheim – Practice – Die Anwälte 
Lorraine Bracco – Die Sopranos
Edie Falco – Die Sopranos
Mariska Hargitay – Law & Order: Special Victims Unit
Kelli Williams – Practice – Die Anwälte

### Bester Darsteller in einer Serie (Komödie/Musical)
Jay Mohr – Action 
Ted Danson – Becker
Thomas Gibson – Dharma & Greg
Eric McCormack – Will & Grace
David Hyde Pierce – Frasier

### Beste Darstellerin in einer Serie (Komödie/Musical)
Illeana Douglas – Action 
Jennifer Aniston – Friends
Jenna Elfman – Dharma & Greg
Calista Flockhart – Ally McBeal
Jane Leeves – Frasier

### Bester Darsteller in einer Miniserie oder einem Fernsehfilm
William H. Macy – A Slight Case of Murder 
Beau Bridges – P.T. Barnum
Don Cheadle – A Lesson Before Dying
Delroy Lindo – Strange Justice
Brent Spiner – Rising Star

### Beste Darstellerin in einer Miniserie oder einem Fernsehfilm
Linda Hamilton – Courage – Der Mut einer Frau 
Kathy Bates – Annie – Weihnachten einer Waise
Halle Berry – Rising Star
Leelee Sobieski – Jeanne d’Arc – Die Frau des Jahrtausends
Regina Taylor – Strange Justice